# Keenen Ivory Wayans
Keenen Ivory Wayans (ur. 8 czerwca 1958 w Nowym Jorku) – amerykański reżyser, scenarzysta, aktor i producent filmowy.

## Życiorys

### Wczesne lata
Urodził się w Nowym Jorku jako syn Howella Stoutena Wayansa, menadżera supermarketu, i Elviry Alethiy (z domu Green), pracowniczki socjalnej. Miał czterech braci - Dwayne’a (ur. 1957), Damona (ur. 1960), Shawna (ur. 1971) i Marlona (ur. 1972) oraz pięć sióstr - Diedre, Elvirę, Kim (ur. 1961), Nadię i Vonnie. Jego ojciec był Świadkiem Jehowy. Wychowywał się w Fulton Houses na nowojorskim Manhattanie. Uczęszczał na Tuskegee University, gdzie zdobył stypendium.

### Kariera
Miał umiarkowane sukcesy w stand-up w Nowym Jorku i zrezygnował z dalszej kariery komika. Przeniósł się do Los Angeles. Pojawił się jako Ray Brewster w telewizyjnej komedii NBC Irene (1981) z Irene Carą i Julią Duffy, a następnie w drugim odcinku sitcomu NBC Zdrówko (1982) jako klient w barze. Był komikiem w biograficznym dramacie Boba Fosse’a Star 80 (1983) z Mariel Hemingway. W operze mydlanej NBC For Love and Honor (1983-84) grał rolę szeregowego Duke’a Johnsona. Podczas tworzenia stand-up poznał swojego idola Eddiego Murphy’ego, a także napisał i pojawił się w klasycznym koncercie Murphy’ego Raw. 
Wystąpił gościnnie w serialu Posterunek przy Hill Street (1987) jako Raymond Jackson i operze mydlanej NBC Inny świat (1987) jako profesor Lawrence. Napisał scenariusz, wyreżyserował i zagrał Jacka Spade'a w komedii sensacyjnej Dorwę cię krwiopijco (I'm Gonna Git You Sucka, 1988).
W latach 1990–94 w telewizji Fox stworzył i wyprodukował program komediowy In Living Color, gdzie gwiazdami byli: Jim Carrey, Jamie Foxx, David Alan Grier i reszta braci Wayans, a także Rosie Perez.
Z Shawnem i Marlonem stworzył dwie pierwsze części Strasznego filmu. Jest także reżyserem filmu Mały.

## Życie prywatne
16 czerwca 2001 ożenił się z Daphne Wayans. Mają pięcioro dzieci: cztery córki - Jolie Ivory Imani (ur. 1992), Nalę Yasmeen (ur. 1996), Bellę Ivory Azizę (ur. 2001), Daphne Ivory Shivę (ur. 2003) oraz syna Keenena Ivory Jr. (ur. 1998). 11 grudnia 2006 doszło do rozwodu. Od listopada 2007 do roku 2013 był związany z Brittany Daniel.

## Filmografia

### obsada aktorska
- 1987: Hollywood Shuffle jako Donald/Jerry Curl
- 1988: Dorwę cię krwiopijco jako Jack Spade
- 1994: Szalony detektyw jako Shame
- 1996: Nieuchwytny jako detektyw Jim Campbell
- 1996: Chłopaczki z sąsiedztwa jako listonosz
- 1997: Poszukiwany jako sierżant James Dunn
- 2000: Straszny film jako Slave
- 2009: (Nie) Tylko taniec jako pan Stache - scenarzysta, producent

### Scenarzysta
- 1987: Hollywood Shuffle
- 1991: Pięć uderzeń serca
- 1994: Szalony detektyw
- 1997: Poszukiwany
- 2004: Agenci bardzo specjalni
- 2006: Mały

### Producent
- 1996: Chłopaczki z sąsiedztwa
- 1997: Poszukiwany
- 2000: Straszny film
- 2004: Agenci bardzo specjalni
- 2006: Mały
- 2006: Thugaboo: A Miracle on D-Roc's Street

### Reżyser
- 1988: Dorwę cię krwiopijco
- 1994: Szalony detektyw
- 2000: Straszny film
- 2001: Straszny film 2
- 2004: Agenci bardzo specjalni
- 2006: Mały
- 2012: Incredible Shrinking Man